# Ледена смърт
„Ледена смърт“ (на английски: Whiteout) и (на френски: Enfer blanc) е криминален трилър от 2009 г., базиран на едноименната комиксова книга от 1998 г., написана от Грег Рука и Стив Лийбър. Режисиран от Доминик Сена, във филма участват Кейт Бекинсейл, Гейбриъл Махт, Кълъмбъс Шорт, Том Скерит и Алекс О'Лафлин. Филмът е разпространен от Warner Bros. на 11 септември 2009 г. Продуциран е от филмовото студио Dark Castle Entertainment с продуценти Джоел Силвър, Сюзън Дауни и Дейвид Гамбино.